# Семёнов, Вадим Аркадьевич
Вадим Аркадьевич Семёнов (род. 20 февраля 1972 года) — российский игрок в хоккей с мячом.

## Карьера
С 1989 года по декабрь 2001 года играл в «Динамо». Проведя 109 игр в высшем дивизионе, забил 18 мячей. Также провёл 25 игр на Кубок СССР.
Бронзовый призёр чемпионата СССР 1990/1991 годов.
Финалист Кубка СССР 1990/1991 годов.
В 1995 году был включён в список 22 лучших хоккеистов сезона.